# Elephantomyia hyalibasis
Elephantomyia hyalibasis är en tvåvingeart som beskrevs av Alexander 1947. Elephantomyia hyalibasis ingår i släktet Elephantomyia och familjen småharkrankar. Inga underarter finns listade i Catalogue of Life.